# Instituto Terra

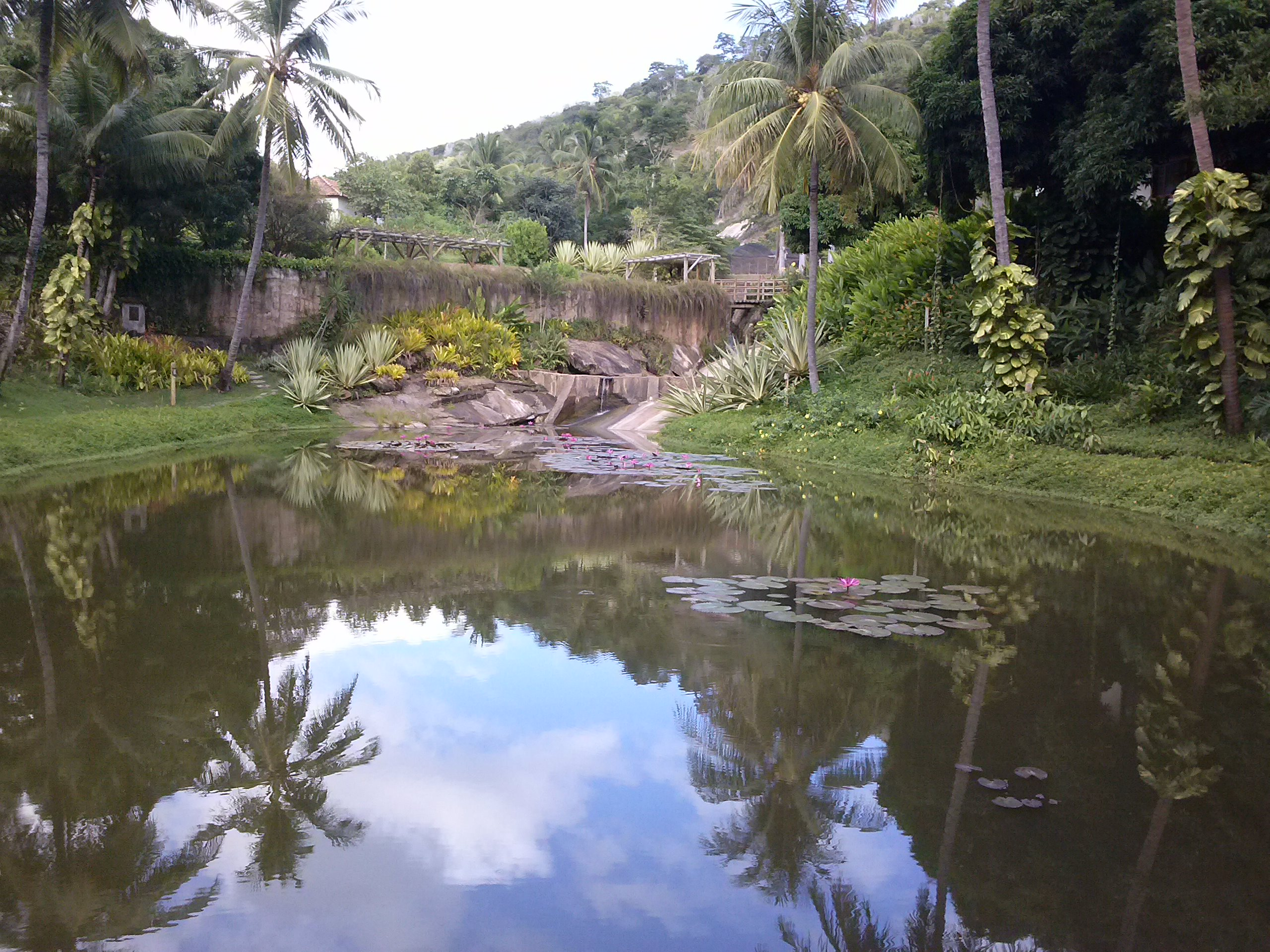
Interior do Instituto Terra em Aimorés, Minas Gerais, Brasil.

Instituto Terra é uma organização não governamental (ONG) que atua como centro de recuperação ambiental com sede no município brasileiro de Aimorés, no estado de Minas Gerais. A organização administra nesse município a Reserva Particular do Patrimônio Natural (RPPN) Fazenda Bulcão, que se trata de uma área de 608,69 hectares de Mata Atlântica degradada que foi recuperada. Foi fundada pelo fotógrafo Sebastião Salgado e por sua esposa, Lélia Wanick Salgado, em 1998.

## Histórico e descrição
O Instituto Terra surgiu de uma iniciativa de Sebastião e Lélia Salgado de reflorestarem a Fazenda Bulcão, localizada nas margens das nascentes que formam o córrego Bulcão em Aimorés, Minas Gerais. O córrego Bulcão é um afluente do rio Doce. O fotógrafo viveu nessa fazenda em sua infância com sua família, que utilizava a área para a criação de gado. Essa atividade provocou o desmatamento do lugar, composto por mares de morros.
Na década de 1990, Sebastião e Lélia Salgado retornaram ao Brasil depois de passarem uma temporada fotografando tragédias humanitárias pelo mundo, como a fome na Etiópia, o pós-guerra no Kuwait, o Genocídio em Ruanda e migrações de refugiados. Após esse retorno, como meio de se recomporem, deram início a uma organização não governamental com o objetivo de recuperarem a mata e as nascentes da antiga Fazenda Bulcão. Sua criação, efetivada em abril de 1998, teve o auxílio do Fundo Brasileiro para a Biodiversidade e doações de empresas e famosos.

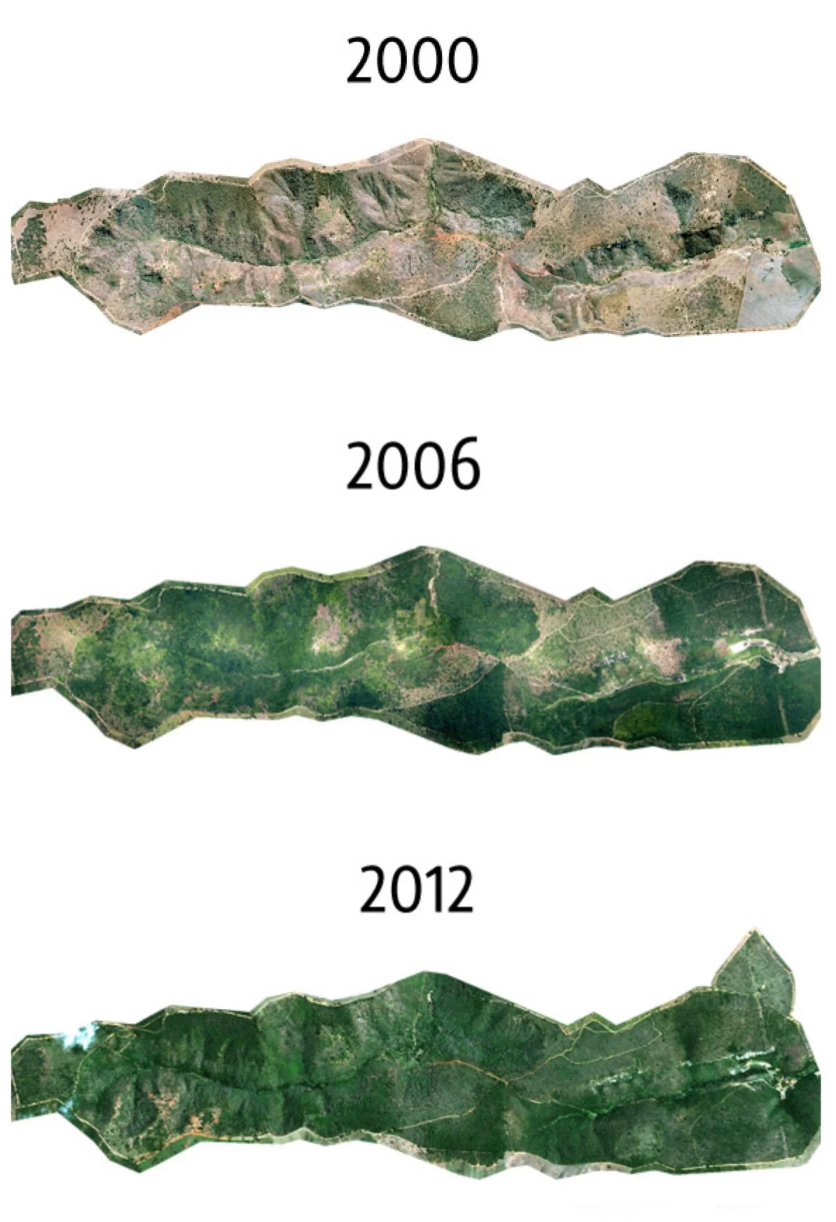
Evolução do reflorestamento do Instituto Terra.

Cerca de 2 milhões de árvores foram plantadas na área da Fazenda Bulcão. Da área de 709,84 h da fazenda, 608,69 h foram reconhecidos como reserva particular do patrimônio natural (RPPN) mediante a Portaria Nº 081 do Instituto Estadual de Florestas de Minas Gerais (IEF-MG) em 7 de outubro de 1998. Em 2001, o Instituto Terra começou a produzir mudas de Mata Atlântica típicas do Vale do Rio Doce para serem usadas na RPPN Fazenda Bulcão e em projetos externos. Dez anos depois, o domínio da floresta pelos morros era explícito.
A atuação do instituto foi ampliada posteriormente a outros locais. Cabe ressaltar o estímulo a proprietários de terra da bacia do rio Doce em Minas Gerais e no Espírito Santo que possuam nascentes a proteger esses mananciais, através da doação de materiais, compensações com infraestrutura e reflorestamento com Mata Atlântica para cercá-las. Até 2021, pelo menos 2 mil nascentes já haviam sido atendidas pelo Instituto Terra. As mudas e árvores utilizadas nos plantios são produzidas nos viveiros da própria ONG.

## Infraestrutura
Além dos viveiros, a estrutura do Instituto Terra em Aimorés abrange duas residências que foram preservadas da antiga fazenda. O complexo também possui cine-teatro, teatro de arena, alojamentos para estudantes e professores, alojamentos de empregados, refeitório, biblioteca, museu arqueológico, salão de exposições e áreas de lazer. O cine-teatro é destinado sobretudo a escolas e à comunidade da região.